# 蔡海金
蔡海金（1927年5月—），男，台湾苗栗人，中国工程师，南京电子管厂原副总工程师、教授级高级工程师，曾任第八、九届全国政协委员。